# Патијерно (Авелино)
Патијерно је насеље у Италији у округу Авелино, региону Кампанија.
Према процени из 2011. у насељу је живело 27 становника. Насеље се налази на надморској висини од 601 м.